# Liste der Monuments historiques in Puxe
Die Liste der Monuments historiques in Puxe führt die Monuments historiques in der französischen Gemeinde Puxe auf.

## Liste der Objekte
| Bezeichnung                                 | Beschreibung                                                                            | Standort                        | Kennzeichnung | Schutzstatus | Datum | Bild |
| ------------------------------------------- | --------------------------------------------------------------------------------------- | ------------------------------- | ------------- | ------------ | ----- | ---- |
| Skulptur Heiliger Rochus                    | Holz, farbig gefasst und vergoldet, 18. Jahrhundert                                     | in der Kapelle St-Roch (Lage)   | PM54001823    | Inscrit      | 1996  |      |
| Skulptur Heiliger Sebastian                 | Holz, farbig gefasst, 18. Jahrhundert                                                   | in der Kapelle St-Roch (Lage)   | PM54001826    | Inscrit      | 1996  |      |
| Skulptur Heiliger Stephan                   | Holz, farbig gefasst, Anfang des 18. Jahrhunderts                                       | in der Kirche St-Étienne (Lage) | PM54000779    | Classé       | 1964  |      |
| Epitaph für Adam de la Tour und Anne Dosche | Schiefer, Kalkstein, nach 1575                                                          | in der Kirche St-Étienne (Lage) | PM54001821    | Inscrit      | 1996  |      |
| Skulptur Schutzmantelmadonna                | Kalkstein, farbig gefasst und vergoldet, 18. Jahrhundert                                | in der Kapelle St-Roch (Lage)   | PM54001822    | Inscrit      | 1996  |      |
| Skulptur Heiliger Fiacrius                  | Holz, farbig gefasst, 18. Jahrhundert                                                   | in der Kapelle St-Roch (Lage)   | PM54001825    | Inscrit      | 1996  |      |
| Skulptur Heiliger Isidor                    | Holz, farbig gefasst, Anfang des 18. Jahrhunderts                                       | in der Kirche St-Étienne (Lage) | PM54000778    | Classé       | 1964  |      |
| Kelch                                       | Silber, vergoldet, Ende des 18. Jahrhunderts                                            | in der Kirche St-Étienne (Lage) | PM54000780    | Classé       | 1984  |      |
| Altar                                       | Altartisch und Altaraufbau; Holz, farbig gefasst und vergoldet, 18. und 19. Jahrhundert | in der Kapelle St-Roch (Lage)   | PM54001827    | Inscrit      | 1996  |      |
| Skulptur Heiliger Gibrian                   | Holz, farbig gefasst und vergoldet, 18. Jahrhundert                                     | in der Kapelle St-Roch (Lage)   | PM54001824    | Inscrit      | 1996  |      |